# „EXPO” falu
Az „EXPO falu” Levél község külterületén helyezkedik el, összekötve a falut és az 1-es főutat.

## Az EXPO falu létesítményei
A Levél EXPO az 1-es út mentén fekvő szolgáltató-kereskedő hálózat, melyet egyéni és társas vállalkozások üzemeltetnek. Az állandóan foglalkoztatottak száma 4 fő, a turisztikai főszezonban 7-8 fő.
Az EXPO területén mintegy 20 kisebb, nagyobb vállalkozás működik bérleti illetve tulajdonosi joggal. A foglalkoztatottak száma 80-100 fő. Aszfaltozott belső úthálózattal, víz, villany, belső csatornahálózattal, teljes telefonellátottsággal rendelkezik.
Tevékenységek:
- 80 fős motel,
- fizetővendéglátás,
- 2000 m²-es, 80 fős kemping,
- 3 étterem,
- butiksor (zöldség, gyümölcs, ruhanemű, játék),
- egyéb aprócikkek),
- üzemanyagkutak,
- fa házak forgalmazása.

## Létrejötte
A rendszerváltást megelőző években, a nyugatra irányuló külkereskedelem fellendülésével igény mutatkozott, egy olyan bemutatkozó helyre ahol, a gazdát kereső áruféleségeket alaposabban megismerhessék a jövendő kereskedők illetve a vevők. Az ötlet megvalósulásaként az osztrák határtól néhány kilométerre (5 km) találkozóhelyet és bemutatkozási lehetőséget biztosított az akkor még szocialista típusú vállalatoknak a néhány hónap alatt létesített „település”. Üzlethelyiségek, képviseletek, saját rendelkezésű mini szállodák, szolgáltató és bemutató pavilonok létesültek.
Az ötlet az akkori tanácselnök Papp Zoltánnak és dr. Czerny Károlynak, a ráckevei Architektúra Kisszövetkezet elnökének jutott az eszébe. A település a tulajdonát képező nem használt külterületet adta hozzá, a kisszövetkezet pedig úgynevezett gyors lakóházakat húzott fel a közművesített telkekre. A megvalósítás nagyon rövid idő alatt, 1988 júliusától ugyanazon év november 7-ig zajlott le.
Az elképzelés hátterében azt állt, hogy az akkori M1-s út és még csak a tervezői asztalon létező autópálya között illetve a későbbi szlovákiai M15-ös autóút leágazás között létesült telepen megépült 26 ház mellett folyamatosan létesülhessenek a szükségletek kielégítését szolgáló további éttermek, áruházak, különböző árusító pavilonok. Az új szemléletű tervezéshez és a megvalósításhoz a különböző szervezetek együttműködése példás volt. Az akkor napokra, dekádokra lebontott végrehajtási határidők szokatlanok voltak.

## A működtetés első esztendői
Az átadás után megindult a letelepedési igények kielégítése. Sőt, azonnali bővítési tervek is születtek. Azonban a rendszerváltozás közbeszólt. A privatizálás megindulásával illetőleg a volt szocialista vállalatok felszámolásával az idetelepülés gyakorlatilag megszűnt. A bemutatótermek felszámolódtak, a pavilonok üresé váltak. Viszont újabb igény lett a házak hétvégi házzá, lakóházzá való átalakítására. Az ország minden részéből vándoroltak ide, letelepedési célból.
A másik probléma az volt, hogy a Budapest-Hegyeshalom autópálya illetve a Levél-Rajka autóút leágazás elkerülte a telepet. A megközelítése lehetetlenné vált. Több éves harc ellenére sem sikerült elérni azt, hogy tájékoztatótábla jelezze ezt a lehetőséget.

## Látványosságai
- Ferenc torony. Épült 1988-ban dr. Czerny Károly tervei szerint,
- Csikó című vörösréz körplasztika. Artner Ottó (1932–2005) szobrász művész alkotása (1988)
- „Heideboden” emlékgúla – terméskőből épült, tetején a község címerében is látható glóbus pánttal és kereszttel. 1991-ben épült az Expóban, tervezte dr. Czerny Károly. (A szó jelentése: pusztaföldek. A történelem egyes szakaszaiban megfelelt nevének. Részben osztrák-német eredetű lakossága, részben földrajzi, természeti környezete alakította ki ezt az elnevezést. E német elnevezést, a 18. századi névhasználatot a német ajkú lakosság Fertő–Lajta-vidéki jelenléte az adománylevelek alapján bizonyította.[1])